# Eleven Men in Flight
Eleven Men in Flight ook wel XI Men, is een Swazische voetbalclub uit Siteki. De club werd opgericht in 1965.
Aan het einde van seizoen 2009/2010 degradeerde de club uit de Swazi Premier League ondanks dat ze een rechtszaak aanspanden over de play-offs.

## Erelijst
Landskampioen
1994, 1996
Beker van Swaziland
1993, 2001
Swazi Charity Cup
1996